# Santana da Boa Vista
Santana da Boa Vista là một đô thị thuộc bang Rio Grande do Sul, Brasil. Đô thị này có diện tích 1420,617 km², dân số năm 2007 là 8599 người, mật độ 6,05 người/km².